# Zentrales Innovationsprogramm Mittelstand
Das Zentrale Innovationsprogramm Mittelstand (ZIM) ist ein Förderprogramm des Bundesministerium für Wirtschaft und Klimaschutz (BMWK). Es soll die Innovationskraft und Wettbewerbsfähigkeit von kleinen und mittleren Unternehmen (KMU), einschließlich des Handwerks und der Freien Berufe, unterstützen. Forschungseinrichtungen und Hochschulen, die gemeinsam mit mittelständischen Unternehmen forschen und entwickeln, werden ebenfalls gefördert. Die Förderung ist nicht auf bestimmte Technologiefelder oder Branchen beschränkt.

## Art der Förderung

### ZIM-Einzelprojekte
Bei ZIM-Einzelprojekten führt ein Unternehmen allein ein FuE-Projekt durch. Forschungseinrichtungen sind an dieser Stelle nicht antragsberechtigt, können allerdings als Unterauftrag über ZIM gefördert werden. Der Antragsteller behält somit die alleinigen Rechte an der Entwicklung, muss jedoch auch das Projektvolumen alleine tragen.

### ZIM-Kooperationsprojekte
Mit ZIM-Kooperationsprojekten können Unternehmen mit weiteren Unternehmen oder Forschungseinrichtungen gemeinsam ein FuE-Projekt bearbeiten. Jeder Partner stellt dabei seinen eigenen Antrag zur Förderung, jedoch wird das Gesamtvorhaben bewertet. Außerdem sind Projekte mit ausländischen Partnern förderfähig. Diese erhalten keine ZIM-Förderung, können sich aber um eine Förderung des eigenen Landes bemühen. Die Partner tragen somit das gemeinsame wirtschaftliche und technologische Risiko der Innovation.
ZIM-Kooperationsprojekte erhalten grundsätzlich eine höhere Förderung. Dadurch soll die Internationalisierung und die Beschleunigung des Technologietransfers gewährleistet werden.

### ZIM-Innovationsnetzwerke
In ZIM-Innovationsnetzwerken kommen mindestens sechs Unternehmen sowie Forschungseinrichtungen als Konsortium zusammen. Gefördert wird das Netzwerkmanagement, also die Organisation des Innovationsnetzwerks. Projektmanager übernehmen beispielsweise die Organisation, die strategische Ausrichtung, das Controlling und die Öffentlichkeitsarbeit des Netzwerks.

### ZIM-Durchführbarkeitsstudien
Mit Hilfe der Durchführbarkeitsstudien können vor allem junge und kleine Unternehmen im ersten Schritt durch Vorstudien und Tests prüfen, ob ein FuE-Projekt in Frage kommt. Dabei wird beispielsweise der Stand der Wissenschaft und der Technik untersucht, um notwendige Forschung und Entwicklung zu identifizieren. Sie dienen auch dazu, interne Ressourcen zu ermitteln und das Marktpotenzial zu erkennen.  Die Durchführbarkeitsstudien dienen dazu, auf ZIM Projekte vorzubereiten. Sie können sowohl als Einzel- als auch als Kooperationsvorhaben durchgeführt werden. Antragsberechtigt sind junge und Kleinstunternehmen sowie Erstbewilligungsempfänger.

### ZIM Leistungen zur Markteinführung
Mit Hilfe von ZIM können Unternehmen die Markteinführung ihres bereits geförderten ZIM Projektes zusätzlich bezuschussen. Dazu zählen unter anderem externe Dienstleistungen, die der Markteinführung dienen, also beispielsweise Beratungsdienste, Dienstleistungen, Messeauftritte usw.

## Internationalisierung
An Kooperationsprojekten bzw. -netzwerken können auch ausländische Kooperations- bzw. Netzwerkpartner teilnehmen; diese müssen ihre Finanzierung selbst sicherstellen, z. B. durch nationale Fördermittel ihres Landes. Zur Unterstützung der Internationalisierung von Kooperationsprojekten existieren bilaterale Ausschreibungen und Netzwerke mit europäischen und außereuropäischen Staaten.

## Höhe der Förderung

### Maximal förderfähige Kosten
- ZIM Durchführbarkeitsstudien[5]: max. 100.000 Euro
- ZIM Einzelprojekte[2]: max. 550.000 Euro
- ZIM Kooperationsprojekte[3]: max. 450.000 Euro / Unternehmen, max. 220.000 Euro / Forschungseinrichtung. Insgesamt max. 2.300.000 Euro
- ZIM Innovationsnetzwerke[4]: max. 420.000 Euro für nationale Netzwerke, max. 520.000 Euro für internationale Netzwerke.
- ZIM Leistungen zur Markteinführung[6]: max. 60.000 Euro

### Förderquoten
- ZIM Durchführbarkeitsstudien[5]: zwischen 50 und 70 Prozent
- ZIM Einzelprojekte[2]: zwischen 25 und 45 Prozent
- ZIM Kooperationsprojekte[3]: zwischen 30 und 55 Prozent
- ZIM nationale Innovationsnetzwerke[4]:
  - 1. Jahr: 90 Prozent
  - 2. Jahr: 70 Prozent
  - 3. Jahr: 50 Prozent
  - 4. Jahr: 30 Prozent
- ZIM internationale Innovationsnetzwerke[4]
  - 1,5 Jahr: 95 Prozent
  - 2. Jahr: 80 Prozent
  - 3. Jahr: 60 Prozent
  - 4. Jahr: 40 Prozent
- ZIM Leistungen zur Markteinführung[6]: 50 Prozent

### Knüpfung an Personalkosten
Die Zuwendung wird als nicht rückzahlbarer Zuschuss (Projektförderung) in Form einer Anteilsfinanzierung gewährt. Gefördert werden prinzipiell die Arbeitnehmerbruttogehälter, die mit dem FuE-Projekt in Zusammenhang stehen. So sind pro Mitarbeiter maximal 120.000 Euro pro Jahr förderfähig. Hinzu kommt eine 100%ige Pauschale auf die projektbezogenen Personalkosten, um die restlichen Kosten abzugelten. Die Höhe des Zuschusses bewegt sich zwischen 112.500 Euro und 270.000 Euro. Je Fördermodul regelt die ZIM Richtlinie die geltenden Fördersätze sowie die maximal zuwendungsfähigen Kosten.

## Aktuell gültige Richtlinie
Die Richtlinie des Zentralen Innovationsprogramm Mittelstand ist am 20. Januar 2020 neu gefasst worden. Sie wurde am 17. März 2020 durch Veröffentlichung im Bundesanzeiger gültig und läuft bis zum 31. Dezember 2024.

### Ergänzungen und Verbesserungen der Richtlinie im Zuge der Neufassung 2020
- Förderung von Durchführbarkeitsstudien von jungen und sehr kleinen Unternehmen sowie Erstbewilligungsempfängern
- Höhere Fördersätze für kleine junge Unternehmen
- Ausweitung der Leistungen zur Markteinführung
- Unternehmen mit weniger als 1000 Mitarbeitern können eine ZIM Förderung beantragen, wenn sie mit einem Unternehmen, das weniger als 500 Mitarbeiter hat, kooperieren.
- Ausweitung der Förderung von internationalen Innovationsnetzwerken, die bereits erfolgreich Projekte durchgeführt haben.
- Höhere Fördersätze für kleine Unternehmen aus strukturschwachen Regionen
- Erhöhung der förderfähigen Kosten bei
  - Einzelprojekten auf 550.000 €
  - Kooperationsprojekten 2.300.000 €
- Erhöhung der Zuwendungen für das Management von Innovationsnetzwerken auf maximal 420.000 €[9]

### Präzisierung der Richtlinie am 11.06.2021
- Forschungseinrichtungen dürfen in Innovationsnetzwerke aufgenommen werden
- Die maximale Laufzeit der Förderphasen von Innovationsnetzwerken bedingt verlängert werden
- Eine Niederlassung in Deutschland zum Zeitpunkt der Antragstellung reicht nicht mehr aus, Voraussetzung für einen Antrag ist nun eine Betriebsstätte in Deutschland zum Zeitpunkt der Auszahlung
- basierend auf der EU-Verordnung 654/2014 vom 05.04.2021 bestehen im Rahmen von ZIM Fördermöglichkeiten für „Unternehmen in Schwierigkeiten“, die vor dem 31.12.2019 noch nicht in Schwierigkeiten waren.[9]